# Георг I фон Валдбург-Цайл
Георг I фон Валдбург-Цайл (на немски: Georg I Truchsess von Waldburg-Zeil; 'Der Ritter mit dem schönen Haar' (the Knight with the Beautiful Hair); 'Der Eiserne Mann' (the Man of Iron); * ок. 1396/1405, Валдзее, Вюртемберг; † 10 март 1467) е благородник, трушсес на Валдбург-Цайл. Той е известен като Георг „Рицарът с хубавата коса“ или „Железния мъж“.

## Биография
Той е син на Йохан II фон Валдбург († 1424) и четвъртата му съпруга фрайин Урсула фон Абенсберг († 30 януари 1422), дъщеря на Улрих IV фон Абенсберг († 1374/1375) и Катарина фон Лихтенщайн-Мурау († сл. 1375). По други източници майка му е третата съпруга на баща му, Елизабет фон Монфор († 1422), дъщеря на граф Конрад фон Монфор-Брегенц († 1387) и Агнес фон Монфор-Тостерс († 1394). Внук е на граф, трушсес Еберхард III фон Валдбург, господар на Волфег-Цайл († 1361/1362) и херцогиня Агнес фон Тек († 1384).
Брат е на Якоб I фон Валдбург-Траухбург „Златния рицар“ († 1460), основател на „Якобинската линия“, и на Еберхард I фон Валдбург-Зоненберг († 1479), основател на „Зоненбергската линия“, която изчезва през 1511 г.
Георг I основава „Георгийската линия“, която през 1595 г. се разделя на линиите „Цайл“ (днес съществуваща като „Валбург цу Цайл и Траухбург“) и „Волфег“ (днес като „Валдбург-Волфег-Валдзее“).

## Фамилия
Георг I фон Валдбург-Цайл се жени ок. 1427 г. в Бикенбах за Ева фон Бикенбах (* ок. 1406; † сл. 29 октомври 1481), дъщеря на Конрад VI фон Бикенбах, бургграф на Милтенберг († 1429) и Юта фон Рункел († 1418). Те имат две деца:
- Георг II фон Валдбург-Цайл (Йорг) († 10 март 1482), трушсес на Валдбург-Волфег-Цайл, женен на 5 август 1451 г. във Вуленщетен за графиня Анна фон Кирхберг († 10 март 1484), дъщеря на граф Конрад VIII фон Кирхберг († 1470) и графиня Анна фон Фюрстенберг-Баар († 1481)
- Урсула, омъжена I. за Беро II фон Рехберг († 27 юни 1469), II. за фрайхер Стефан фон Швангау